# 大奧尤河
大奧尤河是俄羅斯的河流，由涅涅茨自治區負責管轄，河道全長175公里，流域面積約3,070平方公里，河水主要來自雨水和融雪。